# グランドール (南オーストラリア州)
グランドール(Glandore)は南オーストラリア州、アデレードのサバーブで、一部はシティー・オブ・マリオン一部はシティー・オブ・ウェストトレンズにある。この名前はアイルランド、コーク県のグランドール (アイルランド)からきていると考えられており、そこの大富豪であったジョン・オデア一家がこの地にやってきたことがきっかけであるとされる。
グランドールはアデレードの南西部の海岸にあるグレネルグと中央ビジネス地区の間に位置し、アンザックハイウェー(北)、クロスロード (南オーストラリア州)(南)、そしてベックマンストリートとウィニフレッドアベニュー(西)と接している。周辺のサバーブにはエドワーズタウン、ブラックフォレスト、エバードパーク、クラルタパークそしてプリンプトンがある。
グレネルグ・トラムは、サウスロード、バークストリート、ベックマンストリートに駅があり、サバーブの中央を走っている。トラムを境に管轄の市が分かれており、北側がシティー・オブ・ウェストトレンズ、南側がシティー・オブ・マリオンである。
グランドールオーバル、ジュビリーパーク、グランドールコミュニティーセンター、コーストFMの放送局など、数多くの公園がある。
シティー・オブ、マリオン側は、かつてエドワーズタウンと名付けられ青年用の刑務所であるウィンダナ・ボーイズ・ホームがあった。